# 平山美春
平山 美春（ひらやま みはる、1987年2月18日 - ）は、日本の元ファッションモデルで、『CanCam』の元専属モデル。現在は「小売業が注目する若手富裕層」という切り口で、セレブリティな生活を発信するインフルエンサー。大阪府出身。

## 略歴
2006年に関西の大学に進学。同年10月にレプロエンタテインメントが主催した「レプロガールズオーディション2006」で審査員特別賞を受賞。ファッション雑誌『CanCam』で専属モデルとして活動する。
2012年12月発売の『CanCam』2013年2月号をもって同誌の専属モデルを卒業した。

## 主な出演

### 雑誌
- CanCam 専属モデル（2013年2月号まで）[6]

### ランウェイ
- Girls Award：2010年春夏[7]、2010年秋冬[8]
- その他
  - 東京ガールズコレクション：2007年秋冬[9]
  - 神戸コレクション：2011年秋冬（東京公演）[10]
  - Canコレ! （2012年2月26日）[11]
  - 東京ランウェイ：2012年春夏[12]

### テレビ
- 朝だ!生です旅サラダ（2012年7月・11月・2013年2月、朝日放送） - 旅サラダガールズ[13]

### その他
- テレビCM：『CanCam』（小学館、2009年） 共／徳澤直子、西山茉希、南條有香、高橋メアリージュン、近藤しづか、安座間美優、峰えりか、舞川あいく、梨衣名[14]
- 『モテパン』（2012年1月26日発売、グンゼ） ― 下着ブランド『BODY WILD』の企画商品。今井りか、木下ココ、紗羅マリー、福田明子、梨衣名、マギー、ソンイ、中村瑠璃奈、大桑マイミとともに、デザインを自ら手掛けた。[15]

## 保有資格
- 32歳で大学を卒業し、二級建築士の資格を取得した[2]。